# Доброжановка (Николаевская область)
Доброжановка (укр. Доброжанівка) — село в Первомайском районе Николаевской области Украины.
Основано в 1892 году. Население по переписи 2001 года составляло 436 человек. Почтовый индекс — 56312. Телефонный код — 5135. Занимает площадь 1,242 км².

## Местный совет
56312, Николаевская обл., Первомайский р-н, с. Доброжановка, ул. Ленина, 2а